# EPA Larnaca
EPA Larnaca (în greacă Πεζοπορικός Όμιλος Λάρνακας, transliterat: Énosis Pezoporikoú Amol), a fost un club de fotbal cipriot care își avea activitatea în orașul Larnaca.